# 正街自動扶梯連接系統

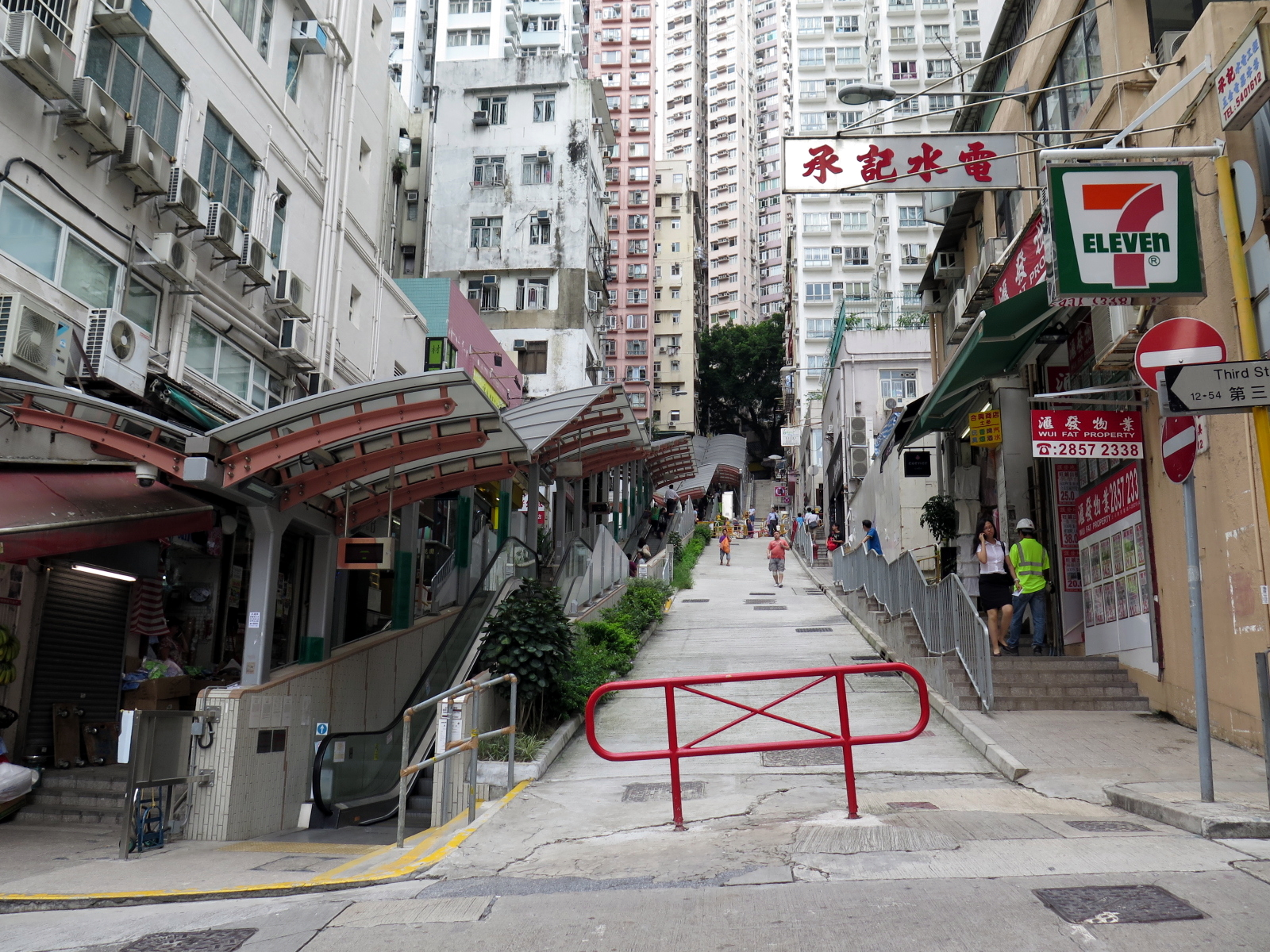
正街自動扶梯連接系統

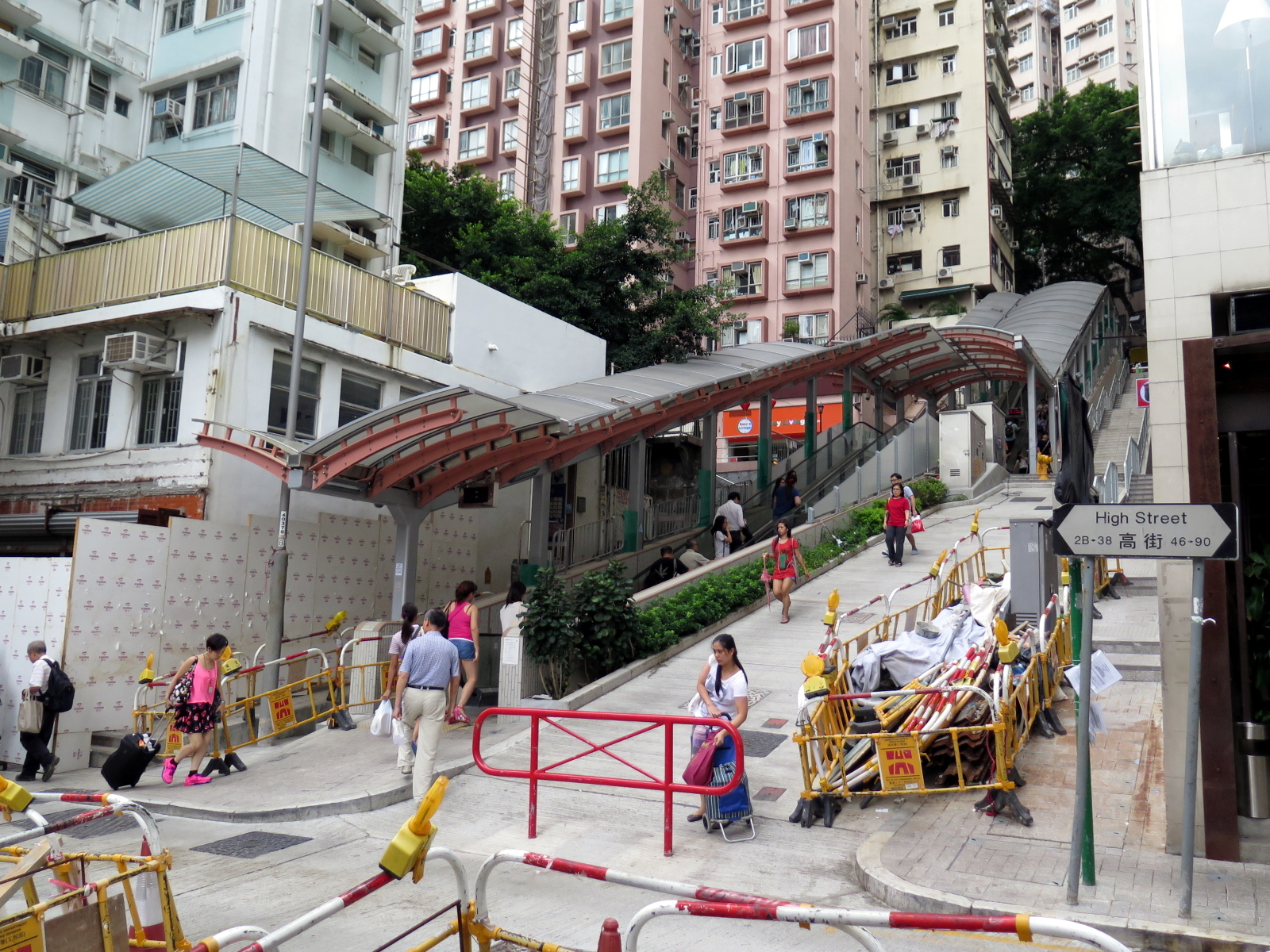
正街自動扶梯連接系統高街段入口

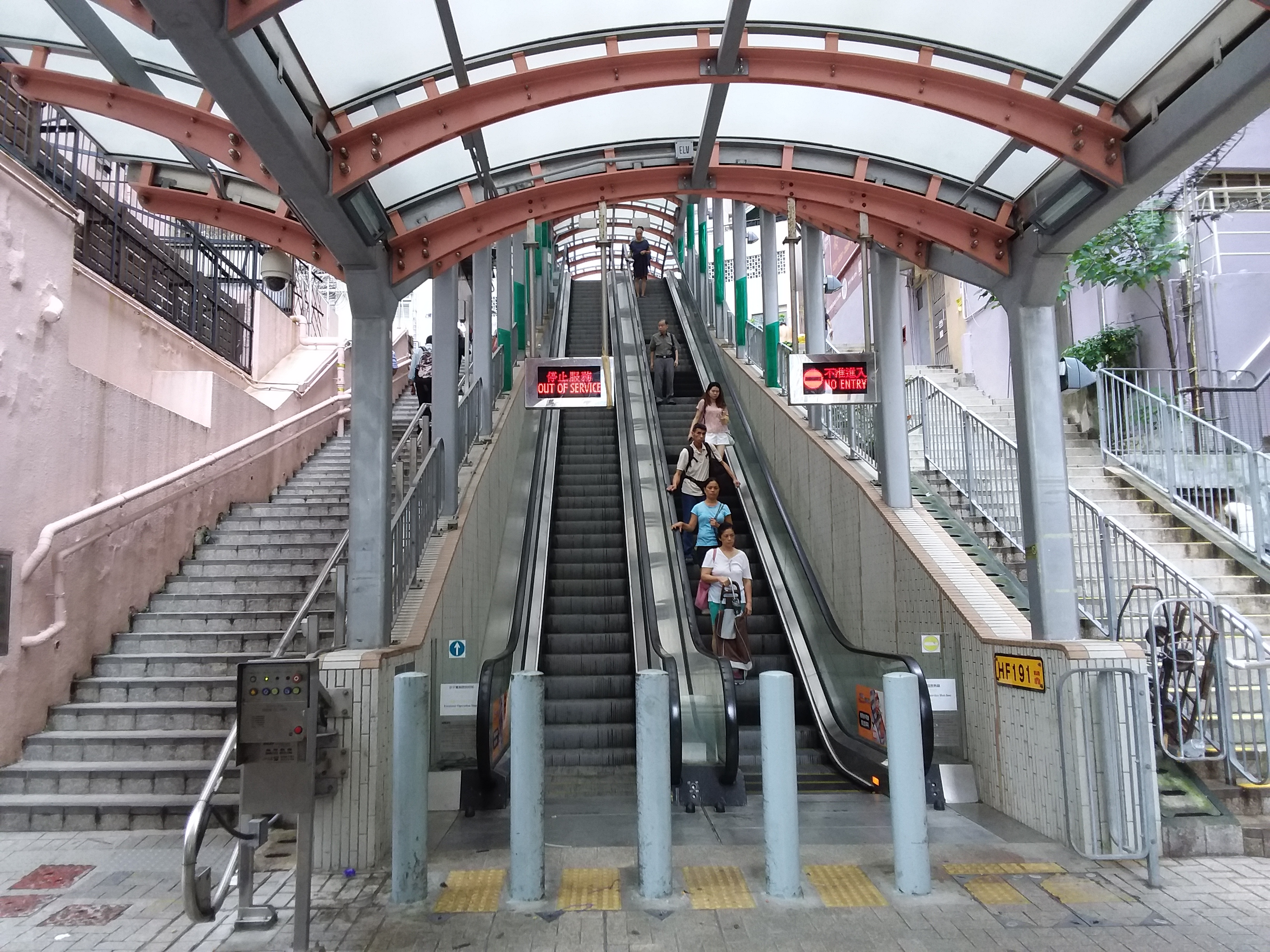
正街自動扶梯連接系統近英華臺入口

正街自動扶梯連接系統（英語：Centre Street Escalator Link）為位於香港香港島中西區西營盤正街的自動扶梯系統，系統主要包括了在介乎在第三街及般咸道的一段正街、一道長約85米，以及設有4台輪椅升降台的有蓋自動扶梯連接系統等。正街自動扶梯連接系統興建工程於2009年9月展開，至2012年11月15日，第三街至高街一段的扶手電梯啟用。2013年4月25日，英華臺至般咸道一段的雙向扶手電梯啟用。高街至英華臺一段於同年10月28日啟用，表示全個扶梯連接系統於當日起完全啟用。

## 系統內容
正街自動扶梯連接系統內容包括：
- 在第三街與般咸道之間的一段正街、全長約85米，並且設有4台輪椅升降台的有蓋自動扶梯連接系統，當中包括：

1. 在第三街與英華臺之間，3段全長約60米的單向自動扶梯；
2. 在英華臺與般咸道之間，一段全長約25米長的雙向自動扶梯；
3. 在第三街與般咸道之間的一段正街的東邊行人路，全長約1.6米至2米闊的上蓋
4. 在第三街與英華臺之間的一段正街進行了行人路擴闊及改善工程；
5. 及，其附屬工程，包括相關的道路、渠務、環境改善及機電工程等。

另外，正街街市外亦設有上行扶手電梯，因此市民實際上可從第二街出發，經正街街市內的扶手電梯或升降機到達第三街，再使用正街自動扶梯連接系統前往目的地。

## 歷史

### 地區背景
正街連接西營盤海旁的德輔道西和半山區的般咸道，其附近地區是區內的樞紐，設有新鮮食品市場、商店、學校、社區中心和健康護理設施等。路政署預計該地區於2011年將會服務約40,600名居民、約4,500名學生和約18,400名就業人士。惟該段街道十分陡斜，當中第三街和般咸道之間的路段高度差距高達27米。而街道陡斜對於行人（尤其是老人家及傷殘人士）而言，往來該段街道均會造成困難，在天氣惡劣（例如暴雨）時則尤其顯著。

### 發展方向
加上西港島綫工程計劃及西營盤地區的重新發展，預料未來幾年將會為到正街帶來更多人流。擬定興建的正街自動扶梯連接系統將會沿正街為行人提供既安全又舒適的行人通道。正街自動扶梯連接系統在興建落成後，將會配合西營盤街市大樓樓內現有的自動扶梯，組合成為一個由第一街通往半山區般咸道的連續自動扶梯連接系統。該系統亦會連接西港島線西營盤站的行人通道，以方便往來的行人。此外，預計至2012年，正街自動扶梯連接系統會將正街的雙向行人流量由2009年的每日約12,000人次提高至每日約14,000人次。與此同時，在興建而在興正街自動扶梯連接系統外，亦會進行行人路擴闊和改善工作，以進一步改善環境。

### 工程內容
2008年1月15日，路政署就正街自動扶梯連接系統興建計劃的內容外觀設計諮詢橋樑及有關建築物外觀諮詢委員會，後者對此表示接納。同年2月21日，路政署就正街自動扶梯連接系統興建計劃諮詢中西區區議會屬下的交通及運輸委員會，後者對此表示支持。同年5月20日，路政署向立法會工務小組委員會申請撥款。同年5月31日，路政署根據《道路(工程、使用及補償)條例》(第370章)的規定，將工程刊憲。行政長官會同行政會議在審議未能調解的反對意見後，在2009年3月10日根據該條例在沒有修改的情況下批准工程，公告亦於同年4月3日刊憲。同年6月5日，路政署向立法會財務委員會申請撥款。同月26日，路政署招標承接投意正街自動扶梯連接系統工程，至同年7月31日截標。同年9月，正街自動扶梯連接系統興建工程展開，耗資6,070港元；是次工程創造了約44個職位，並且提供約800個人工作月的就業機會。

## 啟用日期
| 路段           | 方向 | 啟用日期               |
| -------------- | ---- | ---------------------- |
| 第三街至餘樂里 | 上行 | 2012年11月15日下午2時  |
| 餘樂里至高街   | 上行 | 2012年11月15日下午2時  |
| 高街至英華臺   | 上行 | 2013年10月28日上午11時 |
| 英華臺至般咸道 | 上行 | 2013年4月25日上午11時  |
| 般咸道至英華臺 | 下行 | 2013年4月25日上午11時  |

## 服務時間
- 每日06:30-00:15。
- 例行保養時間：逢星期二12:00至15:00。

## 負面影響
2014年，西營盤正街有很大一部分的平民化店鋪正在消失，給這片居民區的商業生態系統帶來不利影響的正是正街的自動扶梯系統。由於舖租飆升，很多以往生意興隆的露天大排檔和打印店都已經消失。
扶手電梯被指自從啟用以來頻頻損壞。

## 外部連結
- 正街自動扶手電梯 （页面存档备份，存于）
- 財務委員會 工務小組委員會討論文件 （页面存档备份，存于）
- 中西區區議會文件第33/2012號附件一[永久]
- 立法會交通事務委員會 157TB － 正街自動扶梯連接系統(第一期) （页面存档备份，存于）